# Eratigena fuesslini
Eratigena fuesslini là một loài nhện trong họ Agelenidae. Chúng được miêu tả năm 1873 bởi Pavesi.